# 10219 Penco
A 10219 Penco (ideiglenes jelöléssel 1997 UJ5) a Naprendszer kisbolygóövében található aszteroida. L. Tesi és A. Boattini fedezte fel 1997. október 25-én.